# Staszek Cove
Die Staszek Cove (englisch; polnisch Zatoka Staszka ‚Staszeks Bucht‘) ist eine Bucht am Westufer der Admiralty Bay von King George Island im Archipel der Südlichen Shetlandinseln. Sie liegt vor der Mündung des nördlichen Lobus des Baranowski-Gletschers.
Polnische Wissenschaftler benannten sie 1980 nach dem polnischen Glaziologen Stanisław Baranowski (1935–1978), der am 27. August 1978 an den Folgen einer acht Monate zuvor auf der Arctowski-Station erlittenen Gasvergiftung gestorben war.